# E3 Harelbeke 2013
La E3 Harelbeke 2013 és la 56a edició de la E3 Harelbeke. La cursa es disputà el 22 de març sobre una distància de 211 quilòmetres, sent la sisena prova de l'UCI World Tour 2013. La cursa fou guanyada per tercera vegada pel suís Fabian Cancellara (RadioShack-Leopard), després d'un demolidor atac en solitari a manca de 35 quilòmetres per l'arribada a Harelbeke. La segona posició fou per l'eslovac Peter Sagan (Cannondale), mentre la tercera fou per l'italià Daniel Oss (BMC Racing Team), ambdós a poc més d'un minut rere Cancellara.

## Equips
En ser l'E3 Harelbeke una prova de l'UCI World Tour, els 19 UCI ProTeams són automàticament convidats i obligats a prendre-hi part. A banda, sis equips són convidats a prendre-hi part per formar un pilot de 25 equips. Aquests 25 equips són:
| Núm.    | Codi | Equip                   |
| ------- | ---- | ----------------------- |
| 1-8     | OPQ  | Omega Pharma-Quick Step |
| 11-18   | BMC  | BMC Racing Team         |
| 21-28   | RLT  | RadioShack-Leopard      |
| 31-38   | LTB  | Lotto-Belisol           |
| 41-48   | SKY  | Team Sky                |
| 51-58   | ALM  | AG2R La Mondiale        |
| 61-68   | AST  | Astana Qazaqstan Team   |
| 71-78   | BLA  | Blanco Team             |
| 81-88   | CAN  | Cannondale              |
| 91-98   | EUS  | Euskaltel–Euskadi       |
| 101-108 | FDJ  | FDJ                     |
| 111-118 | GRS  | Garmin-Sharp            |
| 121-128 | KAT  | Team Katusha            |

| Núm.    | Codi | Equip                       |
| ------- | ---- | --------------------------- |
| 131-138 | LAM  | Lampre-Merida               |
| 141-148 | MOV  | Movistar Team               |
| 151-158 | OGE  | Orica-GreenEDGE             |
| 161-168 | ARG  | Argos-Shimano               |
| 171-178 | TST  | Team Saxo-Tinkoff           |
| 181-188 | VCD  | Vacansoleil-DCM             |
| 191-198 | AJW  | Accent Jobs-Wanty           |
| 201-208 | CRE  | Crelan-Euphony              |
| 211-218 | TSV  | Topsport Vlaanderen-Baloise |
| 221-228 | COF  | Cofidis                     |
| 231-238 | IAM  | IAM                         |
| 241-248 | EUC  | Team Europcar               |

## Recorreguts
La cursa comença i acaba a Harelbeke. Durant el trajecte els ciclistes hauran de superar un total de 15 cotes, dues més que el 2012. La primera ascensió és el Leberg, al quilòmetre 55 de cursa, i la darrera el Tiegemberg, a 15 quilòmetres de meta.
| Núm. | Nom            | Km  | Paviment | Llargada (m) | Pendent mitjana | Pendent màxim |
| ---- | -------------- | --- | -------- | ------------ | --------------- | ------------- |
| 1    | Leberg         | 55  | pavès    | 900          | 4,0%            | 15%           |
| 2    | Oude Steenweg  | 98  | asfalt   | 900          | 9,3%            | 19,8%         |
| 3    | La Houppe      | 118 | asfalt   | 3.440        | 3,32%           | 10%           |
| 4    | Berg Stene     | 130 | asfalt   | 1.560        | 7,3%            | 10%           |
| 5    | Boigneberg     | 135 | ciment   | 2.180        | 5,8%            | 15%           |
| 6    | Eikenberg      | 141 | pavès    | 1.200        | 5,5%            | 11%           |
| 7    | Stationsberg   | 145 | pavès    | 460          | 3,2%            | 5,7%          |
| 8    | Taaienberg     | 149 | pavès    | 1.250        | 9,5%            | 18%           |
| 9    | Berg ten Houte | 152 | asfalt   | 1.100        | 6,3%            | 18%           |
| 10   | Kanarieberg    | 157 | asfalt   | 1.000        | 7,7%            | 14%           |
| 11   | Kapelberg      | 168 | asfalt   | 1.260        | 7,14%           | 13,8%         |
| 12   | Paterberg      | 172 | pavès    | 362          | 12%             | 12%           |
| 13   | Kwaremont      | 175 | pavès    | 2.200        | 4,2%            | 11%           |
| 14   | Knokteberg     | 184 | asfalt   | 1.530        | 5,3%            | 13,3%         |
| 15   | Tiegemberg     | 196 | asfalt   | 1.000        | 6,5%            | 9%            |

## Classificació final
|    | Ciclista                   | Equip                   | Temps      | Punts UCI |
| -- | -------------------------- | ----------------------- | ---------- | --------- |
| 1  | Fabian Cancellara (SUI)    | RadioShack-Leopard      | 5h 08' 28" | 80        |
| 2  | Peter Sagan (SVK)          | Cannondale              | + 1' 04"   | 60        |
| 3  | Daniel Oss (ITA)           | BMC Racing Team         | + 1' 04"   | 50        |
| 4  | Geraint Thomas (GBR)       | Team Sky                | + 1' 04"   | 40        |
| 5  | Sebastian Langeveld (NED)  | Orica-GreenEDGE         | + 1' 08"   | 30        |
| 6  | Sylvain Chavanel (FRA)     | Omega Pharma-Quick Step | + 1' 08"   | 22        |
| 7  | Tom Boonen (BEL)           | Omega Pharma-Quick Step | + 2' 15"   | 14        |
| 8  | Luca Paolini (ITA)         | Team Katusha            | + 2' 15"   | 10        |
| 9  | Edvald Boasson Hagen (NOR) | Team Sky                | + 2' 15"   | 6         |
| 10 | Sébastien Turgot (FRA)     | Team Europcar           | + 2' 15"   | -         |